# Rosyjska Formuła 3
Rosyjska Formuła 3 – cykl wyścigów samochodowych rozgrywanych w Rosji w latach 1997–2002 oraz 2008 według przepisów Formuły 3.

## Historia
W latach 1960–1987 z inicjatywy Centralnego Automotoklubu ZSRR organizowane były mistrzostwa Sowieckiej Formuły 3. Serię tę zniesiono po 1987 roku ze względu na organizację w ZSRR Formuły Wostok i Formuły Mondial. Jednocześnie w tym okresie rozgrywano mistrzostwa Rosyjskiej Federacyjnej Socjalistycznej Republiki Radzieckiej, będącej w istocie pojedynczymi wyścigami, przy czym początkowo organizowano łączone mistrzostwa Formuły 1, Formuły 2 i Formuły 3, a następnie również Formuły Easter.
Mistrzostwa Formuły 3 na terenie Rosji zostały wskrzeszone przez RAF w 1997 roku. Początkowo – do 1998 roku – organizowano również Puchar ASPAS. Po 2002 zaprzestano organizacji mistrzostw Rosyjskiej Formuły 3, zastępując ją Rosyjską Formułą 1600. Zawody rozgrywano później jeszcze przez jeden sezon – 2008.

## Mistrzowie
| Sezon             | Mistrz                    | Zespół                    | Samochód                  |                           |
| Mistrzostwa RFSRR | Mistrzostwa RFSRR         | Mistrzostwa RFSRR         | Mistrzostwa RFSRR         |                           |
| ----------------- | ------------------------- | ------------------------- | ------------------------- | ------------------------- |
| 1978              | Siergiej Woskriesienski   | DOSAAF Krasnodar          | Estonia 18M-Łada          |                           |
| 1979              | Siergiej Woskriesienski   | DOSAAF Krasnodar          | Estonia 18M-Łada          |                           |
| 1980              | Anatolij Wołosacz         | DOSAAF Togliatti          | BPS-Estonia-Łada          |                           |
| 1981              | Rimgaudas Statnickas      | DOSAAF Togliatti          |                           |                           |
| 1982              | Wiktor Piatych            | DOSAAF Togliatti          | ASK-Łada                  |                           |
| 1983              | Wiktor Piatych            | DOSAAF Togliatti          | Estonia 20-Łada           |                           |
| 1984              | Anatolij Wołosacz         | DOSAAF Togliatti          | Estonia 20-Łada           |                           |
| 1985              | Władimir Andriejew        | DOSAAF Stawropol          | Estonia 19-Łada           |                           |
| 1986              | Walerij Sułtanow          | DOSAAF Machaczkała        |                           |                           |
| 1987              | Siergiej Gorszeniew       | DOSAAF Widnoje            | Estonia 21M-Łada          |                           |
| Mistrzostwa Rosji |                           |                           |                           |                           |
| 1997              | Wiktor Kozankow           | Canopus                   | Lotus-Opel                |                           |
| 1998              | Wiktor Kozankow           | Canopus                   | Dallara F397-Opel         |                           |
| 1999              | Alberto Pedemonte         | Lukoil Racing             | Dallara F398-Renault      |                           |
| 2000              | Alberto Pedemonte         | Lukoil Racing             | Dallara F399-Renault      |                           |
| 2001              | Maurizio Mediani          | ArtLine Engineering       | Dallara F399-FIAT         |                           |
| 2002              | Andrea Belicchi           | Lukoil Racing             | Dallara F300-Renault      |                           |
| 2003 – 2007       | mistrzostw nie rozgrywano | mistrzostw nie rozgrywano | mistrzostw nie rozgrywano | mistrzostw nie rozgrywano |
| 2008              | Władimir Semenow          | ZyXEL RRT                 | Dallara F306-Opel         |                           |